# 7508 Icke
7508 Icke este un asteroid din centura principală de asteroizi.

## Descriere
7508 Icke este un asteroid din centura principală de asteroizi. A fost descoperit pe 16 octombrie 1977 la Observatorul Palomar de Cornelis Johannes van Houten, Ingrid van Houten-Groeneveld și Tom Gehrels. Asteroidul prezintă o orbită caracterizată de o semiaxă mare de 2,80 ua, o excentricitate de 0,10 și o înclinație de 2,6° în raport cu ecliptica.